# انگورک آمریکایی
انگورک آمریکایی (نام علمی: Mitchella repens) نام یک گونه از تیره روناسیان است.